# Valérie Lou
Valérie Lou, de son vrai nom Valérie Gehrig-Schmidt, née le 25 septembre 1964 à Lausanne, est une musicienne, chanteuse et dramaturge vaudoise.

## Biographie
Guitariste dans un groupe de New Orleans, Le Modest Jazz Gang, durant ses études de lettres à l'Université de Lausanne, elle attend un déclic pour se lancer dans la musique. Ce déclic, c'est la « Truffe de platine » organisée par l'émission « baraka » sur la Radio suisse romande qui va le lui donner : elle compose trois chansons en une nuit et gagne le concours en 1990. Valérie Lou arrête alors ses études 3 mois avant la fin de sa licence et se lance dans la musique. En parallèle, elle s'assure un revenu en travaillant comme buraliste à la poste. En 1991 sort son premier disque : Grain de folie.
Sa maison de disques cessant ses activités, Valérie Lou auto-produit ses albums suivants. En 1993, elle sort ainsi Corrida d’amour. Cette même année, elle reçoit le Prix du meilleur espoir de la chanson suisse de l'année, catégorie jazz, ainsi que le Prix Walo 93. Elle produit par la suite cinq albums : Au bord de tes mots en 1995, Quatre à quatre en 1997, Motus en 1998, Gueule de Lou en 2000, et enfin La tête dans les nuages en 2006. Un style jazzy coloré et des textes tout à la fois candides, acides et coquins permettent à Valérie Lou de mener une honnête carrière musicale et de se produire dans toute la Francophonie. Elle a ainsi joué les premières parties de Léo Ferré, Jacques Higelin, Charlélie Couture ou Serge Reggiani, et reçu, notamment, le Prix de la création de la Fondation Pro Helvetia en 1996 ainsi que le Prix jeunes créateurs de la Fondation vaudoise pour la création artistique en 1998.
La suite de sa carrière la voit se consacrer à l'écriture théâtrale, avec en 2007, la publication aux éditions Campiche d'une pièce de théâtre intitulée Conversation avec l'. Elle n'oublie cependant pas complètement la musique puisqu'en 2011 elle tourne avec le pianiste Christophe Tiberghien.

## Sources
- « Valérie Lou », sur la base de données des personnalités vaudoises sur la plateforme « Patrinum » de la Bibliothèque cantonale et universitaire de Lausanne.
- Migros Magazine, 2006, no 49, p. 37-38, 67
- Richon, Nadine, "Le Cœur et la Java", Le Matin, 1995/06/07, p. 42
- Jaccot-Descombes, Christian, "Valérie Lou travaille en douce les couleurs des mots et des notes", Le Temps, 1998/11/27